# Diplomatska misija
Diplomatska misija, također i diplomatsko predstavništvo ili diplomatsko zastupstvo, službeno predstavništvo države šiljateljice u državi primateljici. Obuhvaća stalna i povremena diplomatska predstavništva i izaslanstva neke zemlje.
Diplomatske misije ovlašćuju se u drugim državama i pri međunarodnim organizacijama.  Tako države članice Ujedinjenih naroda imaju stalne misije pri UN-u, kao što i Europska unija ili NATO imaju predstavništva u nekim drugim organizacijama poput Svjetske banke ili skupine G8.
Diplomatske misije Vatikana (Svete Stolice) nazivaju se nuncijature, a veleposlanici apostolski nunciji.

## Vrste
Diplomatsko-konzularna predstavništva jesu:
- stalne diplomatske misije i
- konzularna predstavništva.

Stalne diplomatske misije jesu:
- veleposlanstva (ambasade), koje se osnivaju u drugim državama, i
- stalne misije, koje se osnivaju pri međunarodnim organizacijama.

Konzularna predstavništva mogu biti osnovana na razini:
- generalnih konzulata,
- konzulata,
- vicekonzulata i
- konzularnih agencija,

u ovisnosti od obujma međudržavnih odnosa, gospodarske suradnje i brojnosti iseljeništva.